# The Enigma of Life
The Enigma of Life (рус. Загадка жизни) — пятый альбом группы Sirenia, вышедший в 2011 году.

## Работа над альбомом
The Enigma of Life записан с участием испанской певицы Пилар «Айлин» Химе́нес Гарсии, которая так же участвовала в записи четвёртого альбома. Впервые, за всю историю существования Sirenia, при выпуске нового альбома не произошла смена вокалистки. Альбом записывался с июля по ноябрь 2010 года на студиях Sound Suite во Франции и домашней студии Мортена в Норвегии, а мастеринг был выполнен на студии Finnvox в Финляндии. В продажу альбом поступил 21 января 2011 года. Помимо Мортена и Пилар, в записи альбома приняла участие француженка Стефани Валентен, которую, как и на предыдущем альбоме, пригласили исполнить скрипичные партии. Также в записи участвовал хор из пяти человек, состав которого также не изменился с прошлого альбома. Кроме неизменного состава, особенностями альбома можно считать большее количество треков, по сравнению со всеми предыдущими альбомами, а также наличие песен, основной текст которых исполнен на языке отличном от английского. Пилар сама перевела две песни на свой родной, испанский, язык. Этими песнями стали «El Enigma De La Vida» и «Oscura Realidad», которые соответствуют «The Enigma of Life» и «This Darkness». В поддержку альбома в Швеции был снят клип на песню «The End of It All». Над клипом работал известный шведский режиссёр Патрик Уллаэус (швед. Patric Ullaeus). Широкой публике клип стал доступен 5 января 2011 года.

## Список композиций
1. The End Of It All — 4:31
2. Fallen Angel — 3:59
3. All My Dreams — 4:43
4. This Darkness — 4:00
5. The Twilight in Your Eyes — 4:00
6. Winter Land — 3:55
7. A Seaside Serenade — 5:53
8. Darkened Days to Come — 4:22
9. Coming Down — 4:38
10. This Lonely Lake — 3:33
11. Fading Star — 4:46
12. The Enigma of Life — 6:14
13. Oscura Realidad (bonus track) — 4:31
14. The Enigma of Life (acoustic version) — 5:52

Не включены в альбом, но доступны через iTunes:
1. El Enigma De La Vida (bonus track)
2. El Enigma De La Vida (acoustic version)

## Участники записи
- Мортен Веланд (норв. Morten Veland) — гроулинг, вокал, гитара, бас, клавиши, программирование, барабаны, композитор, лирик, сведение, микширование, продюсер
- Пилар Химе́нес Гарсия (исп. Pilar Giménez García) — женский вокал

### Сессионные участники
- Стефани Валентен (фр. Stephanie Valentin) — скрипка

### Хор
- Эмили Лебро (фр. Emilie Lesbros)
- Дамьен Сюриан (фр. Damien Surian)
- Матьё Ландри (фр. Mathieu Landry)
- Эммануэль Зольдан (фр. Emmanuelle Zoldan)
- Сандрин Гуттебель (фр. Sandrine Gouttebel)

### Технический персонал
- Мика Юссила (фин. Mika Jussila) — мастеринг
- Патрик Уллаэус (швед. Patric Ullaeus) — фотограф
- Густаво Сасес (Gustavo Sazes) — обложка